# Siwiańska Dziura

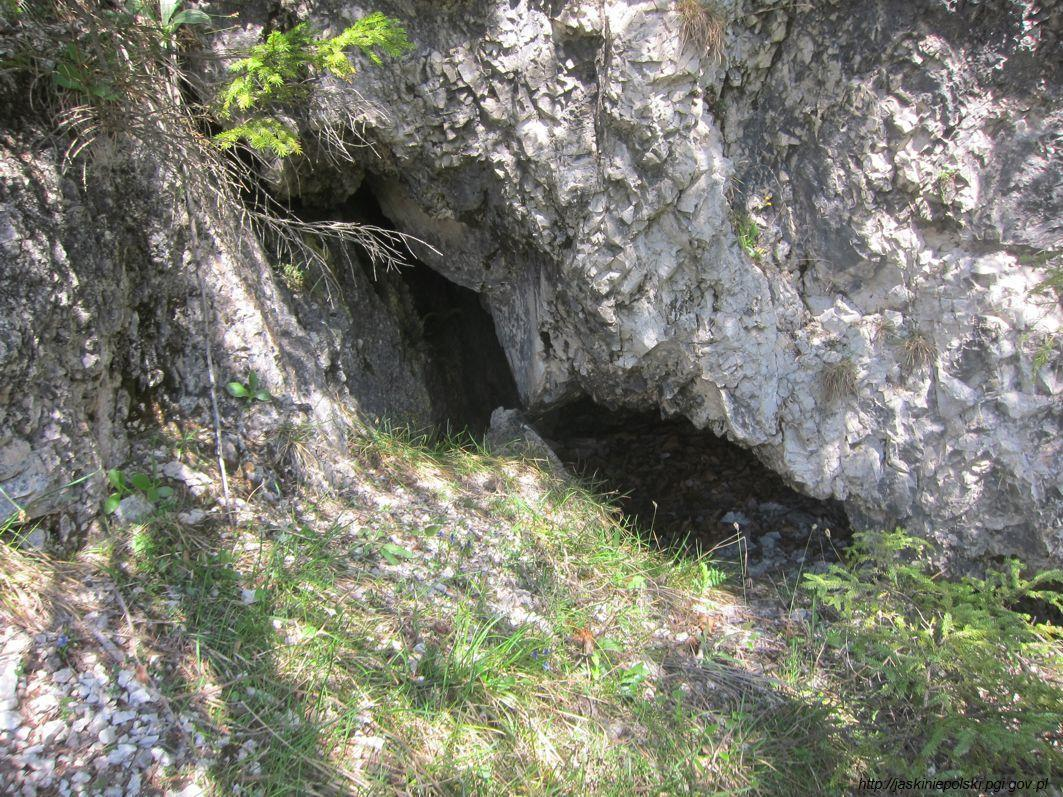
Otwór jaskini

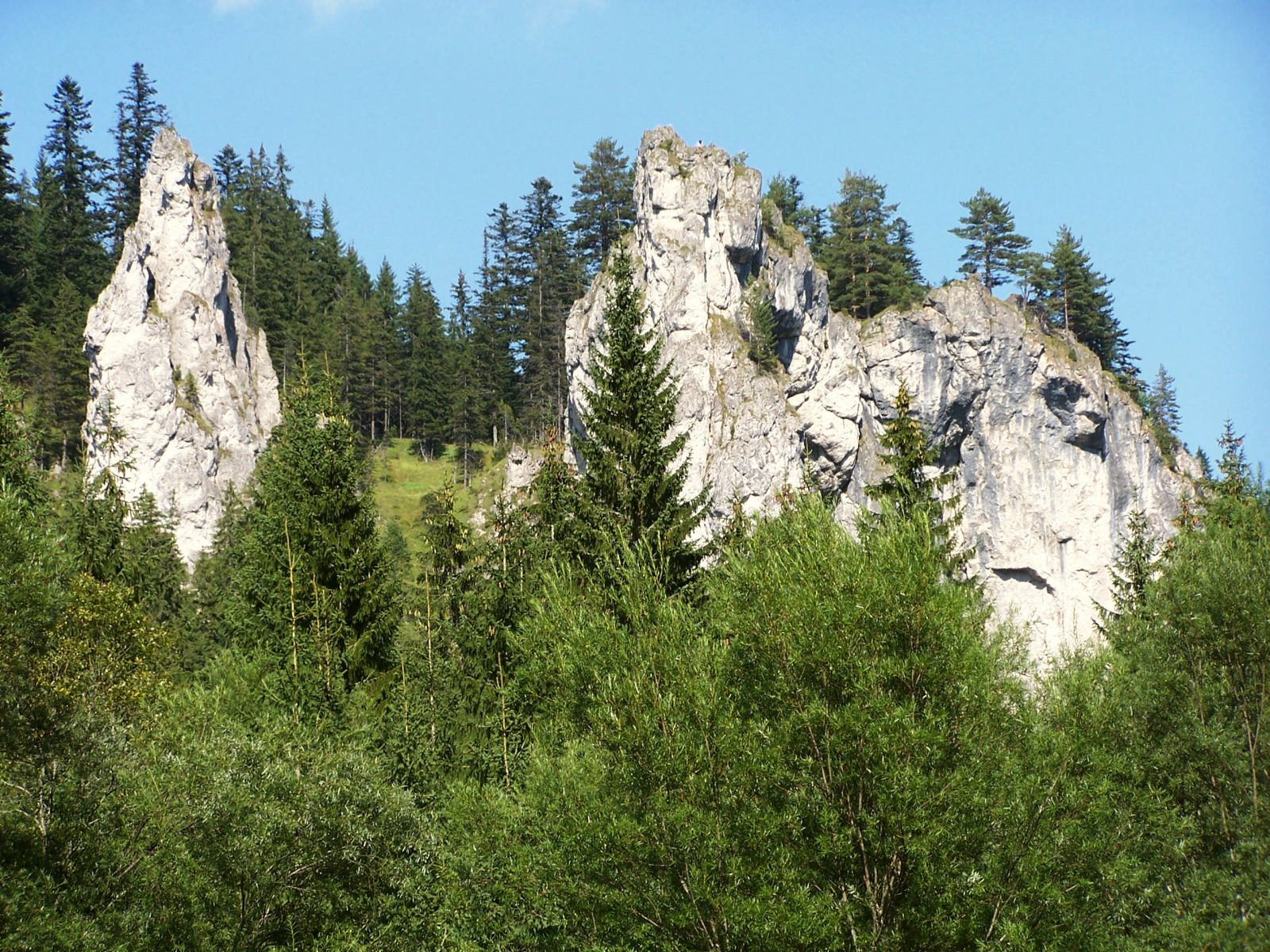
Siwiańskie Turnie

Siwiańska Dziura – jaskinia w Dolinie Chochołowskiej w Tatrach Zachodnich. Wejście do niej znajduje się w Siwiańskich Turniach, w pobliżu Siwiańskiej Nyży i Siwiańskiego Schronu, na wysokości 970 metrów n.p.m. Długość jaskini wynosi 7 metrów, a jej deniwelacja 2 metry.

## Opis jaskini
Jaskinię stanowi prawie poziomy korytarzyk zaczynający się w niewielkim otworze wejściowym. Na jego końcu znajduje się pochylony, szczelinowy, 2-metrowy kominek oraz dwie krótkie szczeliny.

## Przyroda
W jaskini można spotkać nacieki grzybkowe. Ściany są suche, brak jest na nich roślinności.

## Historia odkryć
Jaskinia była prawdopodobnie znana od dawna. Pierwszą wzmiankę o niej opublikował W. W. Wiśniewski w 1993 roku.